# Voština (geomorfologický jev)

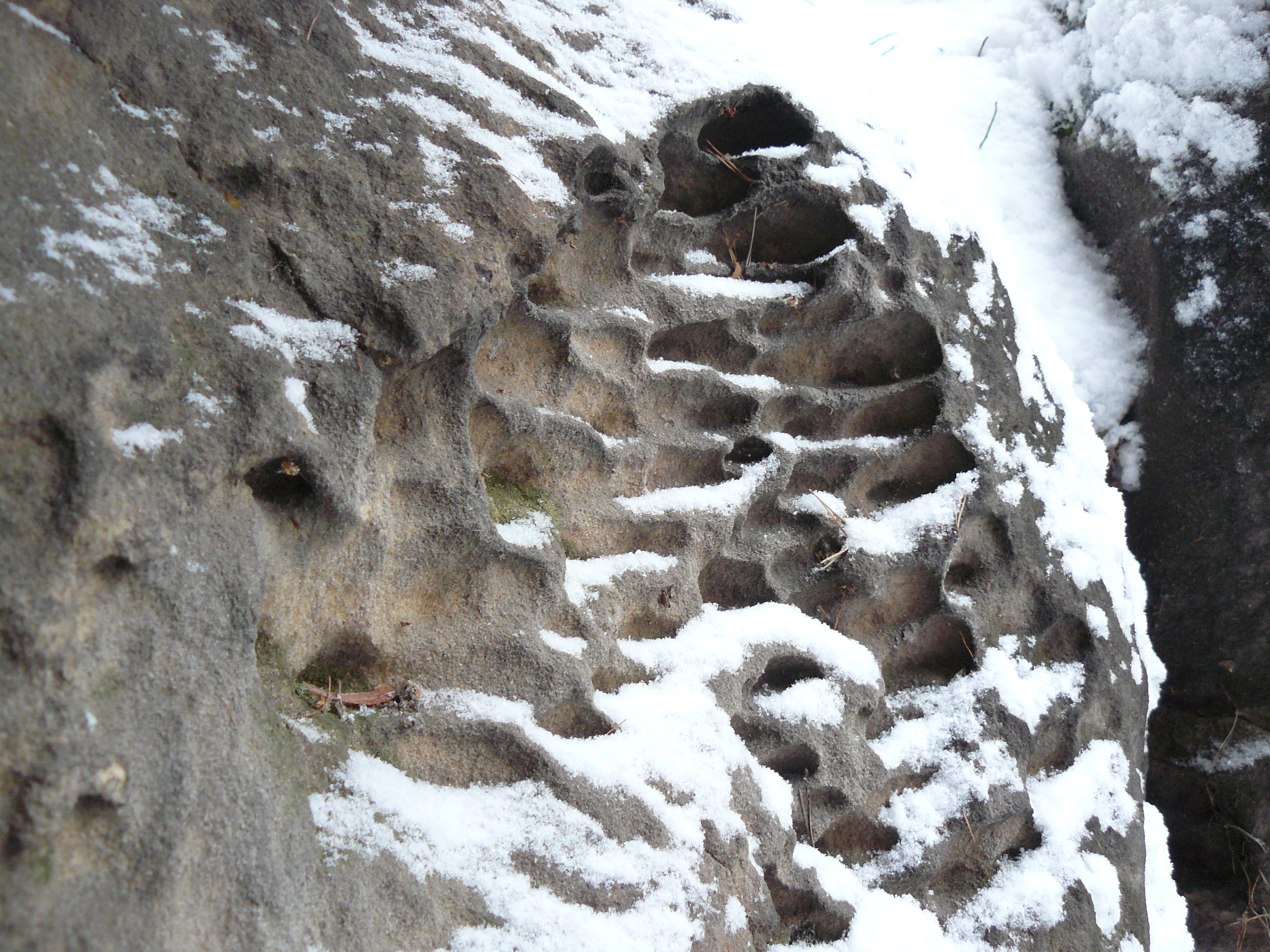
Voštiny ve skalní oblasti Kalich (Český ráj)

Voštiny jsou jamkovité prohlubně ve svislých a převislých skalních stěnách, které místy vytvářejí celé soustavy (mřížkování) na rozsáhlých plochách. Jednotlivé jamky jsou odděleny více nebo méně silnými mezistěnami z odolného materiálu. Zvětšování, rozšiřování a spojování jamek vede někdy ke vzniku skalních dutin a výklenků. Jamky voštin mají v průměru 1 až 5 cm, jen vzácně přes 10 cm, hloubka bývá stejná nebo i větší než průměr.

## Vznik
Voštiny vznikají pomocí „precipitačně-erozních“ procesů na „subaericky“ exponovaných površích skal. Převedeno do srozumitelného jazyka jde o to, že povrch pískovce má místy (zejména pod převisy a v kolmých stěnách) tendenci být zpevňován tmelem, který téměř neustále vzniká odpařováním vody z roztoků, které se nacházejí v pórech mezi jednotlivými zrnky pískovce. Proces je ale vrtkavý a rychle se může měnit ve svůj protiklad. Místo křemene se začne srážet sůl, která povrch skály doslova roztrhá na jednotlivá zrnka písku. Když se pochody střídavě opakují, vzniká celá plejáda tvarů: skalní kůry tvořící talíře a hroty a zejména různě tvarované voštiny. Voštiny bez skalních kůr mohou být sférické, kukaňovité, rombické, sklípkovité, reorientované a přestavěné. Voštiny s významným podílem skalní kůry mohou vystupovat ze skal jako bubliny, vosí hnízda, uši, kroužky nebo trojrozměrné mřížky. Jinými projevy obdobných pochodů jsou skalní sloupky a hodiny, „inverzní krápníky“, tektonická žebra, skalní fasety a hlízovité povrchy.

## Nebezpečí pro voštiny
Velkým nebezpečím pro voštiny je turismus a horolezectví. Davy návštěvníků, kteří chtějí navštívit pískovcová skalní města, mají na svědomí jejich poškozování. Návštěvníci voštiny osahávají, či dokonce části ulamují. Také v horolezeckých cestách mohou být voštiny poškozeny ulámáním. Proto bývá stanoven zákaz lezení na mokrém či namrzlém pískovci (kdy bývá snížena pevnost horniny). Pravidla lezení v pískovcových skalních oblastech v Čechách z důvodu křehkosti pískovce prosazují maximální ohleduplnost ke skále. Zakázáno je používání kovových vyjímatelných prostředků postupového jištění (skoby, vklíněnce, friendy apod.). K jištění lze použít pouze textilní smyčky a popruhy nebo trvale osazené fixní jištění (pískovcové kruhy).